# Aspilapteryx inquinata
Aspilapteryx inquinata är en fjärilsart som beskrevs av Paolo Triberti 1985. Aspilapteryx inquinata ingår i släktet Aspilapteryx och familjen styltmalar.
Artens utbredningsområde är:
- Grekland.
- Italien.
- Libanon.
- Turkiet.
- Ukraina.

Inga underarter finns listade i Catalogue of Life.